# جلیله بنت سید جواد حسن
جلیله بنت سید جواد حسن (انگلیسی: Jaleela bint Sayed Jawad Hassan) سیاستمدار اهل بحرین و وزیر بهداشت این کشور از ژوئن ۲۰۲۲ است.
او پیشتر مدیر اجرایی مراکز مراقبت‌های بهداشتی اولیه بحرین بود.

## تحصیلات
او پس از دریافت مدرک خود در پزشکی و جراحی (M.B.B.S) در سال ۲۰۰۰، از دانشگاه ملک فیصل در عربستان سعودی، و گذراندن آزمون مجوز پزشکی بحرین، مجوز خود را از وزارت بهداشت این کشور دریافت کرد.

## وزارت بهداشت
در مه ۲۰۲۳، مجمع جهانی بهداشت (WHA)، نهاد تصمیم گیرنده WHO،  جلیله را به‌عنوان رئیس کمیته سیستم‌های بهداشتی و سلامت جامع این نهاد انتخاب کرد.